# Salaenos
Los salaenos fueron una de las tribus cántabras, mencionada únicamente por el geógrafo romano Pomponio Mela. En un pasaje que ha generado gran controversia, Mela dice que habitaban junto al río Saunio. Existen dos grandes hipótesis. Una, defendida por Adolf Schulten, identifica este río con el Sella, con lo cual los salaenos serían una tribu limitante con los astures. La otra, defendida por Joaquín González Echegaray, lo identifica con los cursos unidos del Saja y el Besaya, con lo que los salenos ocuparían el valle bajo del Besaya y el curso alto de río Saja, desde Cabuérniga hasta Torrelavega.
No deben confundirse con los saelenos, una tribu que ocupaba tierras en el sur del territorio de los astures según Ptolomeo.
Tampoco con los salakenoi (salacenos) de Salacia, una de las ciudades de los túrdulos viejos según el mismo Pomponio Mela.